# Снина (окръг)
Окръг Снина (на словашки: okres Snina) е окръг в Прешовския край на Словакия. Център на окръга и негов най-голям град е едноименният Снина. Площта му е 804,7 км², а населението е 35 125 души (по преброяване от 2021 г.).

## Статистически данни
Национален състав:
- словаци – 83,1%
- русини – 9,1%
- украинци – 1,1%
- цигани – 0,6%

Конфесионален състав:
- католици – 45,5%
- гръкокатолици – 19,6%
- православни – 19,2%
- лютерани – 0,3%
- свидетели на Йехова - 0,9%